# Анна (Латвия)
А́нна (латыш. Anna) — населённый пункт (латыш. vidējciems) в Алуксненском крае Латвии. Административный центр Аннинской волости. Расстояние до города Алуксне составляет около 12 км. Рядом находится станция Умерниеки узкоколейной железной дороги Гулбене — Алуксне. 

## Население
По состоянию на 2017 год, согласно данным Управления по делам гражданства и миграции Министерства внутренних дел Латвийской Республики, на территории населённого пункта Анна проживает 156 человек.
В 2015 году население составляло 175 человек, в 2007 году — 155 человек, в 2003 году — 206 человек.

## История
В 1970-х годах населённый пункт был центром Анненского сельсовета Алуксненского района. В селе располагался колхоз «Умара».